# 540 (số)
540 (năm trăm bốn mươi) là một số tự nhiên ngay sau 539 và ngay trước 541.